# Olympische Sommerspiele 1972/Teilnehmer (Mongolei)
| Gelbes Symbol für Goldmedaillen mit stilisierten Olympischen Ringen | Graues Symbol für Silbermedaillen mit stilisierten Olympischen Ringen | Braundes Symbol für Bronzemedaillen mit stilisierten Olympischen Ringen |
| ------------------------------------------------------------------- | --------------------------------------------------------------------- | ----------------------------------------------------------------------- |
| —                                                                   | 1                                                                     | —                                                                       |

Die Mongolei nahm an den Olympischen Sommerspielen 1972 in München mit einer Delegation von 39 Athleten (37 Männer und zwei Frauen) an 39 Wettkämpfen in sieben Sportarten teil. Fahnenträger bei der Eröffnungsfeier war der Ringer Badsarragtschaagiin Dschamsran.

## Teilnehmer nach Sportarten

### Bogenschießen
| Männer - Galsangiin Bjambaa | Frauen - Doljingiin Demberel - Natjavyn Dariimaa |

### Boxen
- Buyangiin Ganbat
- Damdinjavyn Bandi
- Gombyn Zorig
- Khaidavyn Altankhuyag
- Namkhain Tsend-Ayuush
- Nyamdashiin Batsüren
- Palamdorjiin Bayar
- Sodnomyn Gombo
- Vanduin Batbayar

### Gewichtheben
- Natsagiin Ser-Od
- Radnaasediin Amgaased
- Siyannyambuugiin Dorjkhand
- Zulyn Dalkhjav

### Judo
- Bachaawaagiin Bujadaa
- Tschoidoryn Öwgönchüü
- Damirangiin Baatarjav
- Luvsansharavyn Rentsendorj
- Püreviin Dagvasüren

### Leichtathletik
- Byambajavyn Enkhbaatar

### Ringen
- Badsarragtschaagiin Dschamsran
- Tschimedbadsaryn Damdinscharaw
- Dandsandardschaagiin Sereeter
- Dasrangiin Myagmar
- Dorjzovdyn Ganbat
- Jamsrangiin Mönkh-Ochir
- Dschigdschidiin Mönchbat
- Chorloogiin Bajanmönch
Silber  Schwergewicht Freistil
- Megdiin Khoilogdorj
- Ochirdolgoryn Enkhtaivan
- Tömöriin Artag
- Tsedendambyn Natsagdorj
- Dsewegiin Oidow

### Schießen
- Mendbajaryn Dschantsanchorloo
- Tserendschawyn Öldsiibajar
- Tüdewiin Mjagmardschaw
- Jondondschamtsyn Batsüch